# Guapiara

Guapiara este un oraș în São Paulo (SP), Brazilia.